# إعصار ميجي
الاعصار ميجي (التسمية الدولية : 1013 ، إدارة الخدمات الجيوفيزيائية والفلكية الفلبينية : خوان) إعصار شديد في المحيط الهادئ من ضمن موسم الأعاصير 2010 .

## التسمية
تسمية الإعصار ميجي يعني سمك السلور في اللغة الكورية .

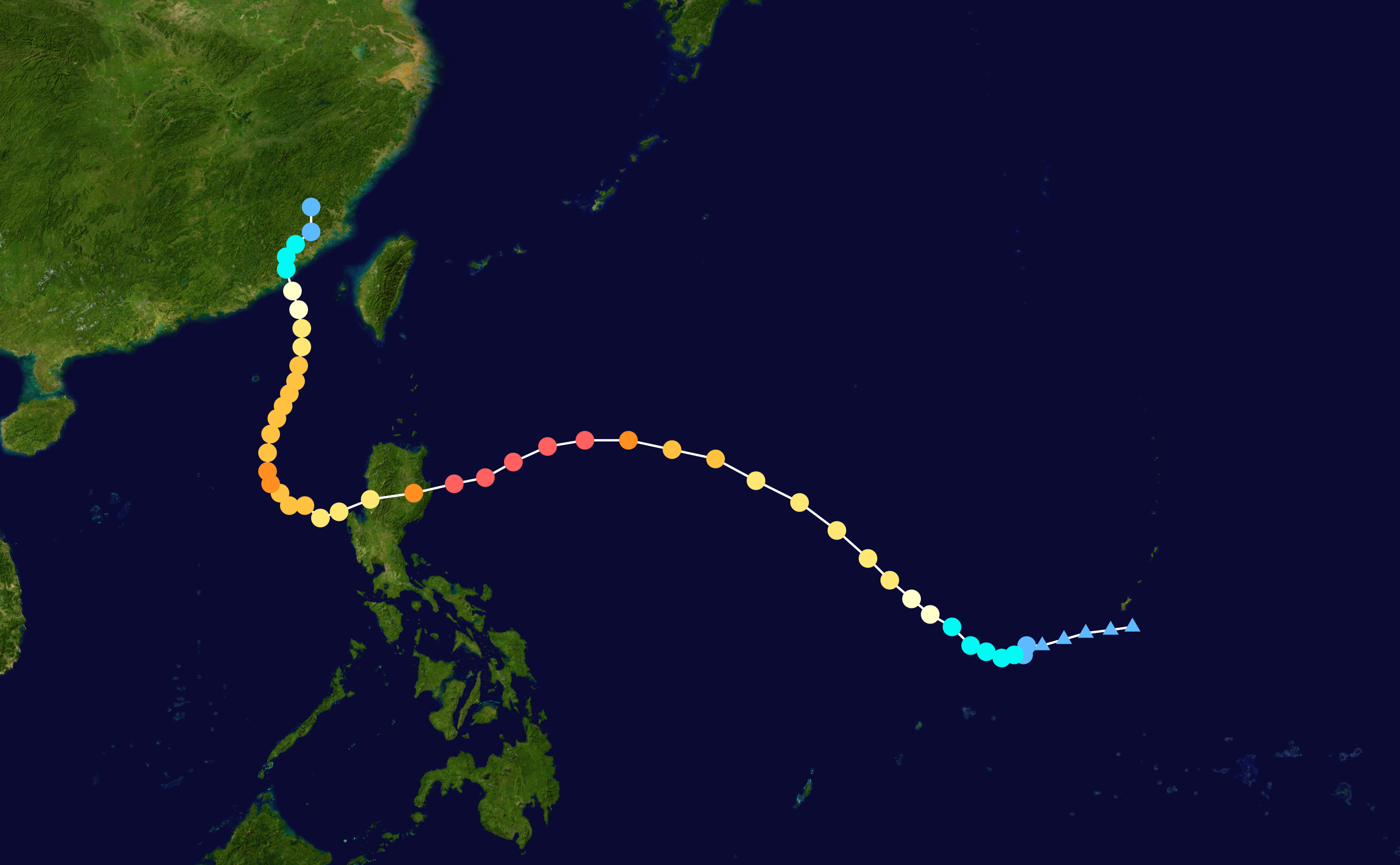
مسار العاصفة